# Pacific (ciruela)
Pacific es una variedad cultivar de ciruelo (Prunus domestica), de las denominadas ciruelas europeas.
Una variedad de ciruela procedente de plántula descubierta en 1875 Oregón, Estados Unidos, de parentales desconocidos.
Las frutas tienen un tamaño grande, color de la piel rojo oscuro, amoratado, y pulpa de color amarillo verdoso, textura medio firme, muy jugosa, y sabor muy dulce subácido.

## Historia
'Pacific' variedad de ciruela cuyo origen es una plántula descubierta en 1875 en Oregón, Estados Unidos. Introducida en los circuitos comerciales por Henry Freboro de Portland.
'Pacific' está cultivada en diversos bancos de germoplasma de cultivos vivos, tales como en National Fruit Collection (Colección Nacional de Fruta) de Reino Unido con el número de accesión: 1926-030 y Nombre Accesión : Pacific. Fue introducida en el "Probatorio Nacional de Fruta" para evaluar sus características en 1926.

## Características
'Pacific' árbol de porte extenso, moderadamente vigoroso, erguido, sus hojas de la planta leñosa son caducas, de color verde, forma elíptica, sin pelos presentes, tienen dientes finos en el margen. Flor blanca, que tiene un tiempo de floración que comienza a partir del 24 de abril con el 10% de floración, para el 29 de abril tiene una floración completa (80%), y para el 9 de mayo tiene un 90% de caída de pétalos.
'Pacific' tiene una talla de tamaño grande de forma elíptico alargada, ligeramente asimétrica, con un lado más desarrollado, sutura línea muy fina, apenas marcada, situada en depresión ligera en la parte central ventral y hasta el punto pistilar y completamente superficial en el tercio superior, con peso promedio de 69.60 g; epidermis tiene una piel recia, con abundante pruina azulado violácea, pubescencia fácilmente perceptible alrededor del punto pistilar, siendo el color de la piel rojo oscuro, amoratado, punteado muy abundante, de tamaño variable; pedúnculo medio, fino, algo curvo, sin pubescencia, con una longitud promedio de 9.31 mm; pulpa de color amarillo verdoso, textura medio firme, muy jugosa, y sabor muy dulce subácido.
Hueso semi libre, tamaño mediano o grande, elíptico, forma variable, en general asimétrica.
Su tiempo de recogida de cosecha se inicia en su maduración en la tercera decena de agosto y principios de septiembre.

## Progenie
'Pacific' es el donante de polen como "Parental Padre" en la obtención de la nueva variedad de ciruela 'Cacaks Secer'.

## Usos
Se usa comúnmente como postre fresco de mesa buena ciruela de postre de fines de verano.
También se usa por su alto contenido de azúcar lo convierte en una excelente opción para enlatar y secar.